# Léon Deubel
Léon Deubel, né le 22 mars 1879 à Belfort et mort le 12 juin 1913 à Maisons-Alfort, est un poète français.

## Biographie
Deubel est considéré comme un des derniers « Poètes maudits », comme Arthur Rimbaud, Tristan Corbière, Charles Baudelaire…
Un poète maudit est un poète qui se sent incompris et mis au ban de sa propre société, faisant partie du mouvement du Symbolisme (art). La poésie est sa manière de s'exprimer avec ses propres codes. Leur vie est souvent tragique en raison de leur vision différente du monde.

### Naissance et jeunesse

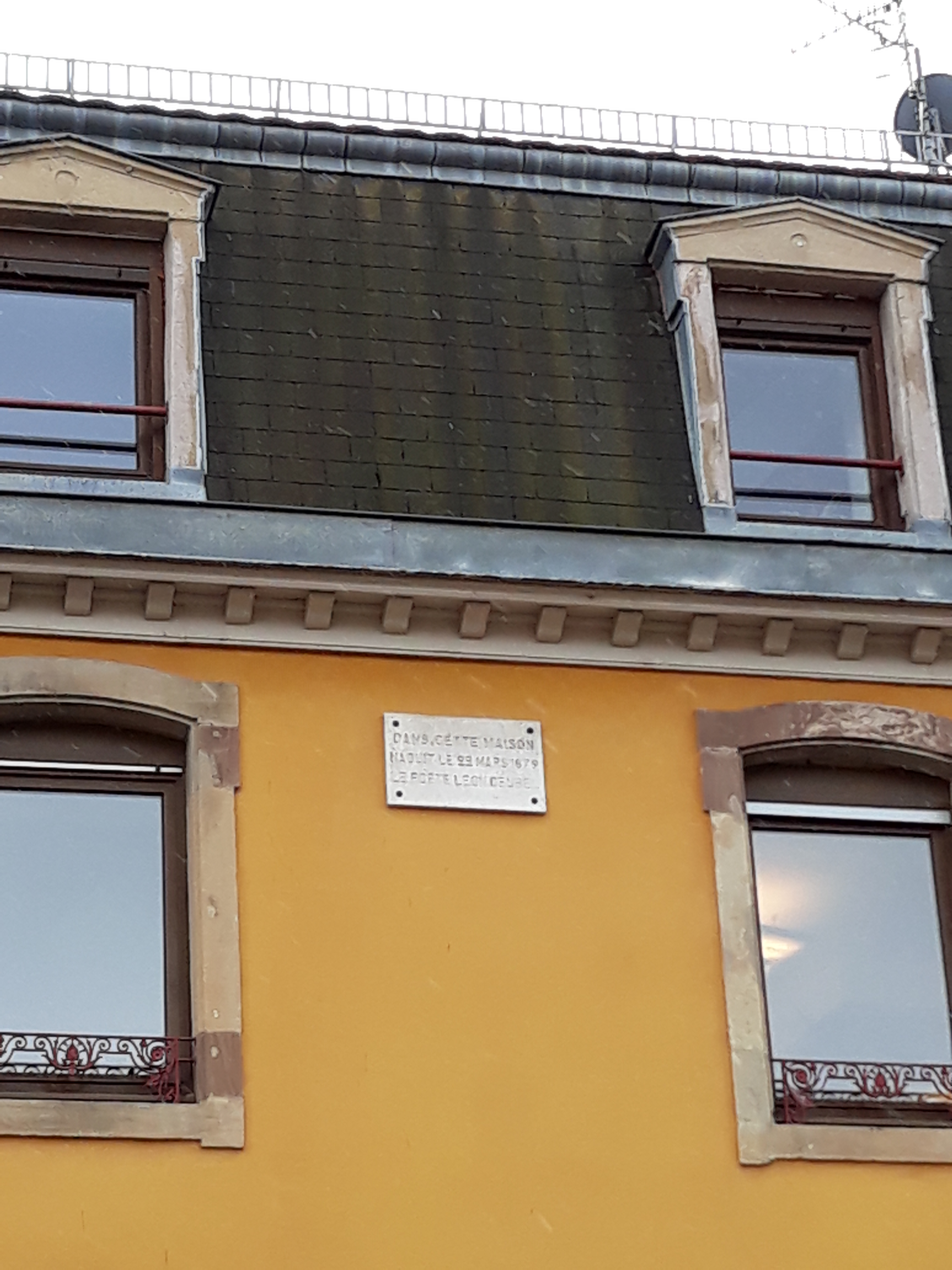
Plaque sur la maison natale de Léon Deubel, Faubourg de France à Belfort.

Léon Deubel est né à Belfort le 22 mars 1879, de Louis Joseph Deubel et de Marie Joséphine Mayer, tenanciers de l'Hôtel du Nord, au 47 faubourg de France.
Après s'être installés à Paris où le père obtient un poste de cheminot, les parents de Léon se séparent. Le petit Léon est d'abord élevé par sa grand-mère maternelle et ses tantes Julie et Nani Mayer.
La mère de Léon meurt d'un refroidissement le 5 janvier 1886 lorsqu'il a 6 ans. Léon le vit très mal, il reste malheureux toute sa vie et cherche désespérément de l'attention. Le seul souvenir que le poète dit avoir conservé de sa mère est rapporté par son ami Louis Pergaud : « Un jour (…) il vit arriver à la maison une femme maigre qui aussitôt s'alita. Des médecins, accourus à l'appel de la famille, la soignèrent immédiatement, et le petit fut laissé seul et désemparé, inquiet de ces allées et venues de gens graves et du mystère de cette chambre close. Que se passait-il à la maison ? Deux jours après il le sut. On l’appela et on lui dit : - Viens embrasser ta maman ; c'est elle qui vient de mourir ! C'est le seul souvenir que le poète nous ait dit avoir conservé de sa mère. » De plus, le décès est la cause d'une violente rupture dans sa vie déjà assez perturbée, puisque après la mort de la mère, l'enfant est arraché à sa grand-mère qui l'a élevé, et est confié par son père à son oncle et parrain ou à sa grand-mère paternelle : « j'ai perdu ma mère (1886) et aussitôt j'ai passé des mains de ma grand-mère Mayer à celles de ma grand-mère Deubel » dit Léon Deubel.
Léon effectue sa scolarité à l'institution Sainte-Marie à Belfort, où il échouera au certificat d'études primaires en 1890. Son oncle Léon Deubel, riche épicier, le met alors en pension au collège de Baumes-les-Dames. Le jeune Léon y rencontrera Eugène Chatot avec lequel il partage la même passion pour la poésie. Il y restera jusqu'en 1897, après avoir obtenu son baccalauréat.

### Premiers poèmes
Ensuite, Léon doit choisir un métier. Son oncle lui propose de travailler à ses côtés, il refuse et trouve une échappatoire en sollicitant un poste de répétiteur, en juillet 1896. À la rentrée de Pâques 1897, il est donc nommé répétiteur (maître d'internat) au collège de Pontarlier, il y reste d’avril à octobre 1897. Mais il rencontre de nombreuses difficultés dans son travail. Son chef d'établissement note :
« 1er juillet 1897 : semble ne pas s'occuper assez du travail des élèves

15 juillet 1897 : manque peut-être d'énergie. Il ne surveille pas non plus le travail des élèves. Des observations lui ont été faites par le Principal.

31 juillet 1897 : Trop d'insouciance, trop de mollesse… »
Puis en novembre, il est nommé au Collège Louis Pasteur d’Arbois où il est maître d'internat.
En 1898, Hector Fleischmann publie un de ses premiers recueils de poèmes : Six Élégies d’un jeune homme mélancolique. On y trouve en Liminaire ces vers de Deubel :
Le vent fait virer ta bougie,

Petit ami sur qui voilà

Le front penché des nostalgies.

(…)

Et comme on pleure ou comme on chante,

Un soir tu répandis ta vie,

Comme une onde selon sa pente,

En mineur de six élégies.
À Arbois, il rencontre Anne, une jeune fille de 18 ans fille d'un professeur du collège, et en tombe amoureux. Ils se séparent après quelques mois
Il écrit en janvier 1898, À Mlle A. d’Arbois, Deubel a 18 ans :
Vous êtes cette rose blonde

Éclose au jardin de mon Rêve
Après cette rupture, il est muté le 11 avril 1899, au collège de Calimont à Saint-Pol-sur-Ternoise dans le Pas-de-Calais. Il y trouvera une situation beaucoup plus difficile.
Cependant la situation administrative de Deubel s’aggrave. Le 11 février 1900, alors qu’il est à Boulogne-sur-Mer chez un ami, il reçoit l’annonce de sa révocation. Désormais la misère va commencer.

### Détresse
L’arrivée à Paris le 1er mars 1900 au soir ouvre sur la misère. Pour un bachelier, donc d’un niveau d’étude assez rare à l’époque, aucun débouché s’il n’a pas de relations. « Je suis resté 48 heures sans manger autre chose qu’une écorce d’orange trouvée dans la rue ». Et plus tard : « Je passe la nuit entière à marcher pour ne pas me faire ramasser et, le matin, je vais dormir trois heures entre 2 colonnades du Louvre. »
À trois heures du matin, dans le Paris de la Belle Époque :
Seigneur ! Je suis sans pain, sans rêve et sans demeure,

Les hommes m’ont chassé parce que je suis nu.
Et lorsqu’il trouve un abri précaire :
J’ai faim, j’ai froid, la lampe est morte

Au fond de ce soir infini.
Il écrit les poèmes Détresses II et Détresse I qui trouveront place dans le recueil suivant : Le Chant des Routes et des Déroutes. Enfin alerté, son oncle paternel, qui dirige une affaire d’épicerie en gros, lui apporte une aide jusqu’au début de son service militaire. Mais Deubel est marqué par l’épreuve :
La vie résonne comme un pas

Qui s’est égaré sur la route,

Et l’ombre luit comme une voûte

Dont tu ne t’échapperas pas.
Son oncle tente de l'aider mais ce n'est pas suffisant. Le 9 décembre 1900, il part au service militaire à Nancy au 79e de ligne, à la 6e Compagnie et s'engage pour 3 ans.
En 1903, Léon Deubel rencontre Louis Pergaud à l’occasion du mariage de ce dernier à Belmont (Doubs).

### Le soleil d’Italie
Au cours des trois ans de service militaire à Nancy, Léon Deubel reçoit deux petits héritages, de sa mère et d'une tante de sa mère de 12 000 F. Une forte somme à l’époque : un petit repas coûte 0,75 F. Léon Deubel s’enivre de poésie et peut faire publier Le Chant des routes et des Déroutes ainsi que Sonnets intérieurs. Puis, dès le service militaire fini, Léon fasciné par l'Italie, y fait un voyage en septembre 1903. Il visite Venise, Florence, Fiesole, Pise, c’est une révélation. La lumière du sud le transforme. À son retour, fin 1903, il fait un long séjour à Durnes, dans un petit village du Doubs, chez son ami Louis Pergaud où il a quelques relations amoureuses qui se terminent mal. Il fait paraître Vers la vie, Sonnets d’Italie, La Lumière natale. Mais ses ressources financières étant à bout, ces recueils paraissent en très peu d’exemplaires.
À son retour, Léon Deubel trouve enfin un emploi régulier de secrétaire à la Rénovation Esthétique. Il héberge Edgard Varèse, écrit, fait paraître Poésies, avec des poèmes d’une nouvelle manière, plus rigoureuse, moins naturelle. On y trouve Tombeau du poète, L’Invitation à la promenade :
Mets tes bijoux roses et noirs

Comme les heures du souvenir

Mets ce qui s’accorde, ce soir,

À ce qui ne peut revenir :

(…)

Ta robe de crêpe léger

Plus incertaine qu’une charmille

Qui fait trembler dans les vergers

L’herbe frileuse à tes chevilles ; 
Mais la Rénovation Esthétique change de propriétaire ; Deubel est remercié. Désormais, la misère va reprendre. Il ne trouvera que quelques ressources épisodiques dans un travail de secrétaire au service de Persky, riche mécène habitant la Suisse, qui lui confie parfois la mise au net de diverses traductions d’auteurs russes.

### Mort
Pauvre, inadapté à la vie sociale, Léon Deubel se suicide en se jetant dans la Marne après avoir brûlé tous ses manuscrits. Le 12 juin 1913, des mariniers retirent de la Marne le corps de Léon Deubel, décédé vers le 6 juin. Il a alors six sous en poche.

« Léon Deubel est mort de n'avoir pu s'adapter à son époque ; de n'avoir su s'asservir aux besognes qui assurent le pain quotidien et qu'il estimait injurieuses pour l'éminente dignité du poète. Il est mort pour n'avoir jamais regardé la vie qu'avec les yeux hallucinés du rêve. Il est toujours resté un enfant à la fois crédule et peureux, égaré parmi les roublardises actuelles, où sa simplicité, doublée d'imprévoyance et compliquée d'un orgueil ombrageux fut mise à rude épreuve. Il semblait un dormeur debout au milieu de gens très pratiques et très affairés. Lui, charpenté pour abattre de haute lutte tous les obstacles, il éludait les passages difficiles. Il tournait le dos à la vie afin d'être moins distrait de son songe intérieur. Il se leurrait de mots harmonieux, de rythme et de musique. Il a plongé si avant dans l'absolu qu'il a fini par ne plus discerner les nécessités et les contingences de la terre, le monde ni ses lois. Il s'est enveloppé d'une atmosphère irréelle et, réfractaire aux obligations communes, distant de tous, concentré en lui-même, il s'est immobilisé dans un fakirisme inquiétant. Et il a confondu avec la sérénité qu'il pensait avoir conquise son apathie sublime. Une seule chose était encore sa raison d'exister : son art. Et il estimait avoir bien rempli sa journée dès qu'il avait produit un beau vers.
Car il aimait d'un amour insensé et romanesque la poésie, il lui sacrifia tout ici-bas : famille, amitiés, l'argent quand il en eut, bien-être possible, joies charnelles et santé. Lorsqu'il n'eut plus rien à donner, il lui dévoua sa vie. À l'attitude que Léon Deubel avait adoptée, il n'y avait point d'autre issue que ceci : la mort ou la gloire, — ou la gloire au prix de la mort. »

— Léon Bocquet, L'Est Républicain n°9449 du 18 août 1913.
Son tombeau sera marqué par Épitaphe :
J’ai voulu que ma vie entière

Fût comme une arche de clarté

Dont la voussure, large et fière

Descendît vers l'éternité

Et traversât dans la lumière

Le torrent noir de la cité.

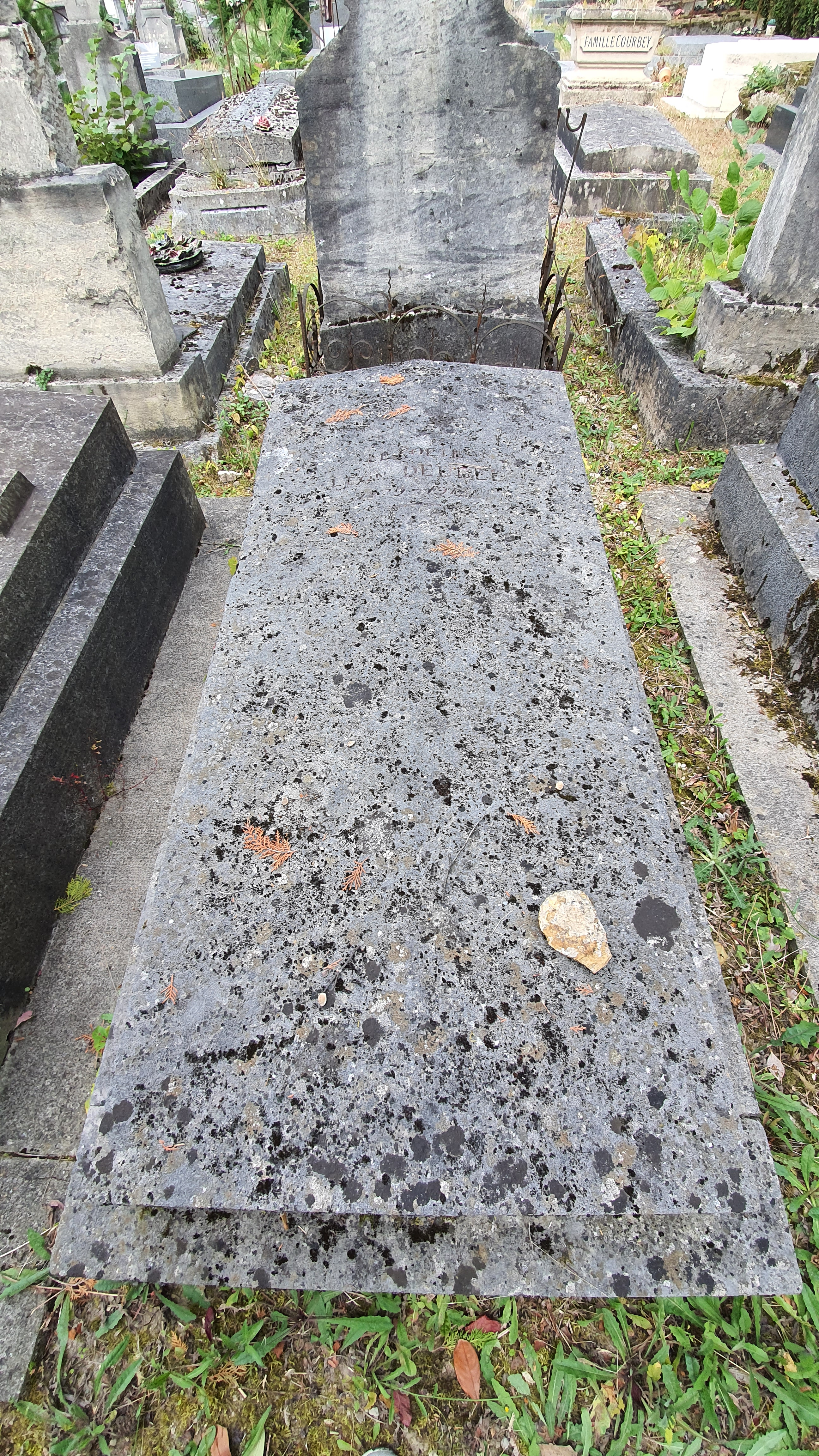
Sa sépulture au cimetière de Bagneux.

Il est inhumé au cimetière parisien de Bagneux, 11e division, où sa tombe subsiste toujours.

### Opinions et hommages littéraires
De très nombreux poèmes d’hommage ont été écrits pour la célébration posthume de Léon Deubel.
Je te connaissais un peu, Léon Deubel.

J'aurais pu m'approcher de toi comme ceux-là

Qui t'ont contemplé sur la dalle mouillée.

[…] 

Je te connaissais un peu, Léon Deubel.

Ton départ est une chose si amère

Que j'arrête pour laisser couler mes yeux. 
Extraits de Parler de Pierre Jean Jouve, Crès, août 1913.
J’ai vu Léon Deubel sur la dalle gluante

Que baisa le front blanc de Gérard de Nerval.
Extrait de Les Spectres, poème de Fagus, Le Divan, mai 1923.
Cette nuit là

Auprès de toi, Deubel, J’ai veillé auprès de toi

Toi, l’homme abattu, chair nue et morte sur le froid des dalles.
de Marcel Martinet, qui reconnut avec Louis Pergaud le corps de Deubel à la Morgue.
Des déclarations émues de Léon Bocquet : « Je te nomme, Léon Deubel, comme autrefois. Je t’appelle au pays des ombres où t’a rejoint Pergaud. M’entends-tu et reconnais-tu ma voix ? Écoute et sois heureux. Il y a là (…) ces jeunes gens que tu n’as pas connus, mais qui, comme Jean Réande, t’apportent la promesse que demain tes vers embelliront les mémoires et fleuriront aux lèvres jolis des femmes ».
Et Jean Mistler, Secrétaire perpétuel de l’Académie Française : « Un matin de janvier 1855, on décrocha le cadavre de Gérard de Nerval, (…) il y avait dans son gousset une pièce de deux sous. En 1913, un marinier repêcha dans la Marne le corps de Léon Deubel ; dans ses poches on trouva six sous. Cela correspond à peu près (…) à la variation du pouvoir d’achat de l’argent entre ces deux dates. »

## Hommages
En 1930, la place Léon-Deubel, près de la porte de Saint-Cloud dans le 16e arrondissement de Paris est inaugurée en son hommage, grâce au soutien de la Société des amis de Léon Deubel, présidée par Georges Duhamel, et comprenant entre autres Léon Bocquet (son biographe), André Bacqué, Blanche Albane, Jeanne-Flore Dété…
Un portrait en buste, œuvre du sculpteur japonais Hiroatsu Takata, est visible à Maisons-Alfort.

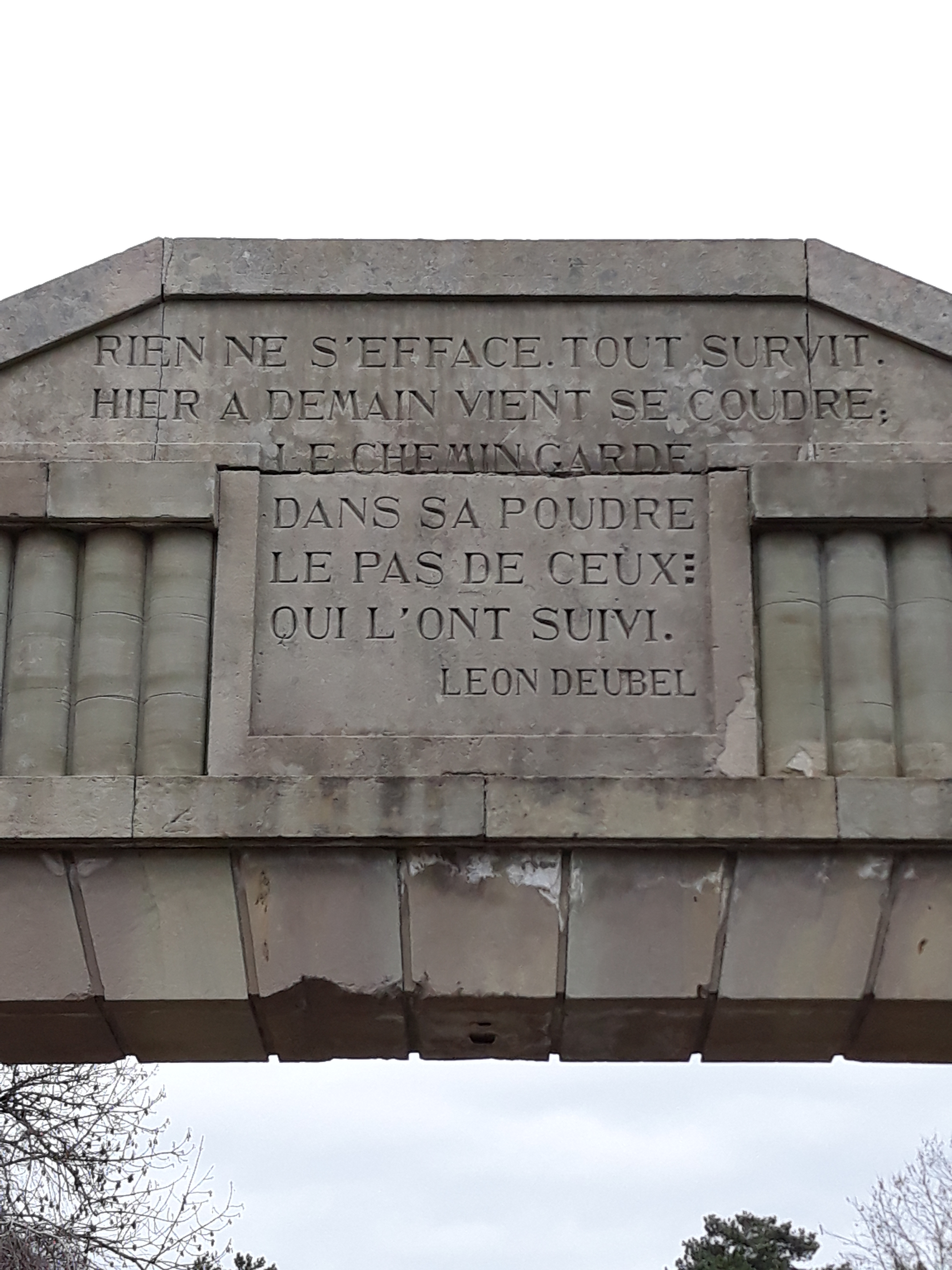
Citation de Léon Deubel sur le portail du cimetière Bellevue à Belfort.

Une copie de ce buste, réalisée par le statuaire Philippe Besnard, a été érigée dans le square Lechten à Belfort, sa ville natale en 1935. À Belfort, une rue porte le nom du poète, et quelques vers de Deubel sont inscrits au fronton du portail du cimetière Bellevue. En 1960, le Proviseur du lycée de garçons a proposé au Maire de monter un dossier afin de baptiser le lycée du nom du poète belfortain.
En 2013, la Ville de Belfort a célébré le centenaire de la mort du poète par une série d'événements : expositions, lectures, conférences, spectacles (création d'un opéra-rock par le groupe Gens de la lune et Francis Décamps, et d'une comédie musicale "Cabaret imaginaire" par le Conservatoire de Belfort) retraçant la vie de Léon Deubel , et décision de donner à la Bibliothèque Municipale de Belfort le nom de Léon Deubel.

## Œuvre
- La Chanson balbutiante. Éveils, Sollicitudes, la Chanson du pauvre Gaspard (1899)
- Le Chant des Routes et des Déroutes (1901)
- À la Gloire de Paul Verlaine (1902). Poème récité sur la tombe de Paul Verlaine le 12 janvier 1902.
- Léliancolies. La Chanson du pauvre Gaspard (1902). Paris, édition de la Revue Verlainienne (reprend des textes déjà publiés).
- Sonnets intérieurs (1903)
- Vers la vie (1904). Reprend Le Chant des Routes et des Déroutes, Sonnets intérieurs, et ajoute les poèmes inédits de Evocations. Publié à 17 exemplaires.
- Sonnets d'Italie (1904). Éditions du Beffroi, publié à 7 exemplaires.
- La Lumière natale, poèmes (1905), réédition au Mercure de France en 1922.
- Poésies (1905)
- Poèmes choisis (1909). Paris, Éditions du Beffroi.
- Pour marquer l’anniversaire de la mort de V. Hugo, Akademos, octobre 1909.
- Ailleurs (1912). Plaquette de 16 pages publiée en français à Berlin.
- Régner, poèmes (1913). Mercure de France, avec une très belle introduction de Louis Pergaud. Réédition avec préface d'Irène de Palacio aux Editions Complicités (2023).
- Œuvres de Léon Deubel. Vers de jeunesse. La Lumière natale. Poésies. Poèmes divers. L'Arbre et la Rose. Ailleurs. Poèmes divers. Appendice, préface de Georges Duhamel (1929)
- Lettres de Léon Deubel (1897-1912) (1930) Introduction et notes par Eugène Chatot, Le Rouge et le noir, 278 pages.
- Chant pour l'amante (1937)
- Léon Deubel, Poèmes 1898-1912 (1939). Mercure de France, présentation par Georges Duhamel, 333 pages (l'anthologie la plus complète à ce jour).
- Florilège Léon Deubel, publié à l'occasion de son centenaire (1979). L'Amitié par le Livre, présentation et choix de Henri Frossard. 80 pages, avec des poèmes inédits en fac-similé.

### Mise en musique
- Léon Deubel a lui-même mis en musique quelques-uns de ses poèmes. « Il savait chanter très agréablement. À vingt ans, pour faire plaisir à sa bien-aimée, il avait (…) composé quelques chansons[22]. »
- Deubel a hébergé Edgar Varèse dans les locaux que La Rénovation esthétique avait mis à sa disposition, au 5 rue Furstenberg[23]. Varèse a mis en musique plusieurs poèmes de Léon Deubel : Poésie de Léon Deubel, à Madame Chapuis, lent et triste. Il s'agit du poème Détresse I : J'ai faim, j'ai froid, la lampe est morte[24].
- Épitaphe (2014). Opéra Rock en 12 tableaux, créé à l'occasion du centenaire de sa disparition par Francis Décamps et son groupe Gens de la Lune.

## Pour approfondir